# Pak Kwang-ryong
Pak Kwang-ryong (* 27. September 1992 in Pjöngjang) ist ein nordkoreanischer Fußballspieler.

## Karriere

### Verein
Pak spielte vom Juli 2010 bis zum Februar 2011 für den nordkoreanischen Verein Wolmido Sports Team. Im Frühling 2011 wurde er vom Schweizer Zweitligisten FC Wil verpflichtet, konnte dort aber keine Meisterschaftsspiel bestreiten, da das Ausländerkontingent des Klubs bereits ausgeschöpft war.
Nach einigen Probetrainings und einem überzeugenden Testspiel mit der U21 des FCB entschied die Klubleitung des FC Basel am 25. Juni 2011 den jungen Stürmer mit einem Fünfjahresvertrag bis 30. Juni 2016 an den Verein zu binden, ihn sofort ins Profikader zu integrieren und ihn hinter den bewährten Angreifern Alexander Frei, Marco Streller und Jacques Zoua als weiteren Stürmer aufzubauen. Er spielte im Uhrencup und schoss gegen West Ham United ein Tor.
Sein Liga-Debüt für den FC Basel gab er am 16. Juli 2011 beim 1:1 im Auftaktsmeisterschaftsspiel gegen den BSC Young Boys im Stade de Suisse von Bern, als er in der 86. Minute für Gilles Yapi Yapo eingewechselt wurde. Sein erstes Ligator für den FC Basel erzielte er am 4. April 2012 mit dem Treffer zum 2:0-Endstand beim Sieg im Auswärtsspiel gegen den Lausanne-Sport. Am Ende der Saison gewann Pak mit dem FC Basel den Meistertitel und mit dem Cupsieg auch das Double.
In der Saison 2012/13 konnte sich Pak in der ersten Mannschaft nicht durchsetzen, deswegen spielte er für die U-21-Mannschaft. Dabei schoss er in zwölf Spielen sechs Tore. Am 11. Januar 2013 wurde Pak für sechs Monate an den Challenge-League-Verein AC Bellinzona ausgeliehen.
Nach dem Ende der Leihe wurde er im Juli 2013 für etwas über einen Monat an den FC Vaduz verliehen. Im Januar 2014 wurde er erneut an die Liechtensteiner verliehen, diesmal eineinhalb Jahre. Zur Saison 2015/16 schloss Pak sich dem FC Biel-Bienne an. Bei Biel blieb er allerdings nur ein halbes Jahr; im Januar 2016 wechselte er zum FC Lausanne-Sport, mit dem er zu Saisonende in die höchste Schweizer Spielklasse aufsteigen konnte.
Im August 2017 wechselte er zum österreichischen Bundesligisten SKN St. Pölten, bei dem er einen bis Juni 2019 gültigen Vertrag erhielt, der Ende Februar 2019 vorzeitig bis Sommer 2020 verlängert wurde. Nach 52 Bundesligaeinsätzen verließ er den SKN nach Vertragsende nach der Saison 2019/20.

### Nationalmannschaft
Pak nahm mit der nordkoreanischen U-23-Fußballmannschaft an den Asienspielen 2010 in der Volksrepublik China teil, erreichte dort das Viertelfinale und erzielte ein Tor. Am AFC Challenge Cup 2010 in Sri Lanka kam er in der A-Nationalmannschaft zu fünf Einsätzen. Pak, der am 17. Februar 2010 in der A-Nationalmannschaft gegen Turkmenistan debütierte, erzielte dabei einen Treffer und wurde mit seiner Mannschaft Sieger des Turniers.

## Erfolge
FC Basel
- Schweizer Meister: 2012
- Schweizer Cupsieger: 2012
- Uhrencupsieger: 2011

FC Lausanne-Sport
- Aufstieg in die Super League: 2016

FC Vaduz
- Liechtensteiner Cupsieger: 2014, 2015

Nationalmannschaft
- AFC Challenge Cup Sieger: 2010